# Alpinum

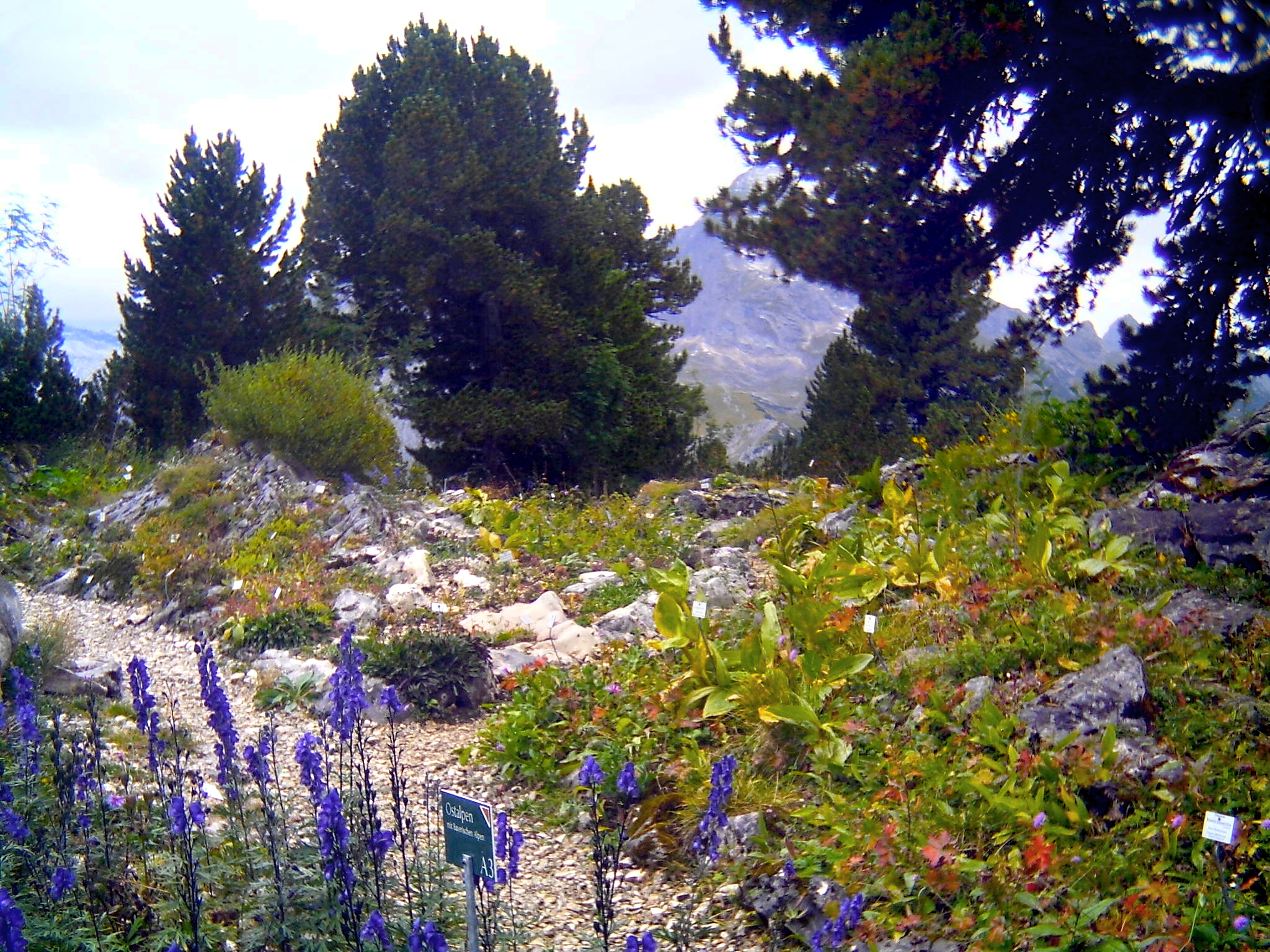
Alpinum am Schachen bei Garmisch-Partenkirchen

Ein Alpinum (oder Alpen-, Hochalpengarten) ist ein spezieller Steingarten mit Schwerpunkt auf Alpenflora und Pflanzen aus anderen hochalpinen Regionen der Welt. Zum Teil liegen die Pflanzensammlungen tatsächlich in den Alpen. Ein Alpinum besteht zum größten Teil aus Steinen oder Felsen und soll die Situation im Hochgebirge nachbilden. In den Spalten und Fugen zwischen dem Steinaufbau, aber auch direkt in den Spalten oder Löchern der verwendeten Felsen werden hochalpine Pflanzen kultiviert. Meist beschränkt man sich schon allein aufgrund der gegensätzlichen Wachstumsperioden auf Pflanzen der nördlichen Hemisphäre. Oft wird neben einem Freilandalpinum auch ein sogenanntes Alpinenhaus betrieben, in dem ganzjährig Pflanzen kultiviert werden können. Insbesondere in wintermilden und regenreichen Gebieten (wie z. B. Großbritannien oder Irland) werden alpine Pflanzen in einem Alpinenhaus kultiviert.
Das erste Alpinum wurde Ende des 16. Jahrhunderts von Carolus Clusius, dem Hofbotaniker Maximilians II., in Wien angelegt. Als erster Garten an einem hochalpinen Standort gilt das von Anton Kerner von Marilaun 1875 am Blaser in Tirol auf einer Höhe von 2195 m angelegte Alpinum.

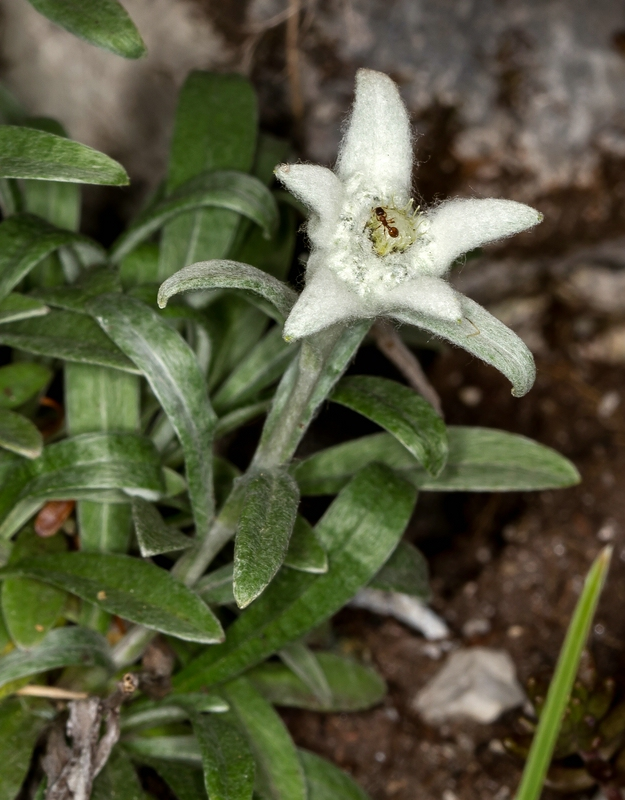
Alpen-Edelweiß im Alpengarten Villacher Alpe

Typische Pflanzen in einem Alpinum sind:
- Mannsschild (Androsace spp.)
- Glockenblumen (Campanula spp., alpine Arten)
- Nelken (Dianthus spp., alpine Arten)
- Enziane (Gentiana spp.)
- Kugelblumen (Globularia spp.)
- Alpen-Edelweiß (Leontopodium alpinum)
- Kuhschellen (Pulsatilla spp.)
- Primeln (Primula spp., alpine Arten)
- Hahnenfuß (Ranunculus spp., alpine Arten)
- Steinbrech (Saxifraga spp.)

## Alpengärten und botanische Gärten mit einem Alpinum
Deutschland
- Botanischer Garten Berlin
- Botanischer Garten Bielefeld

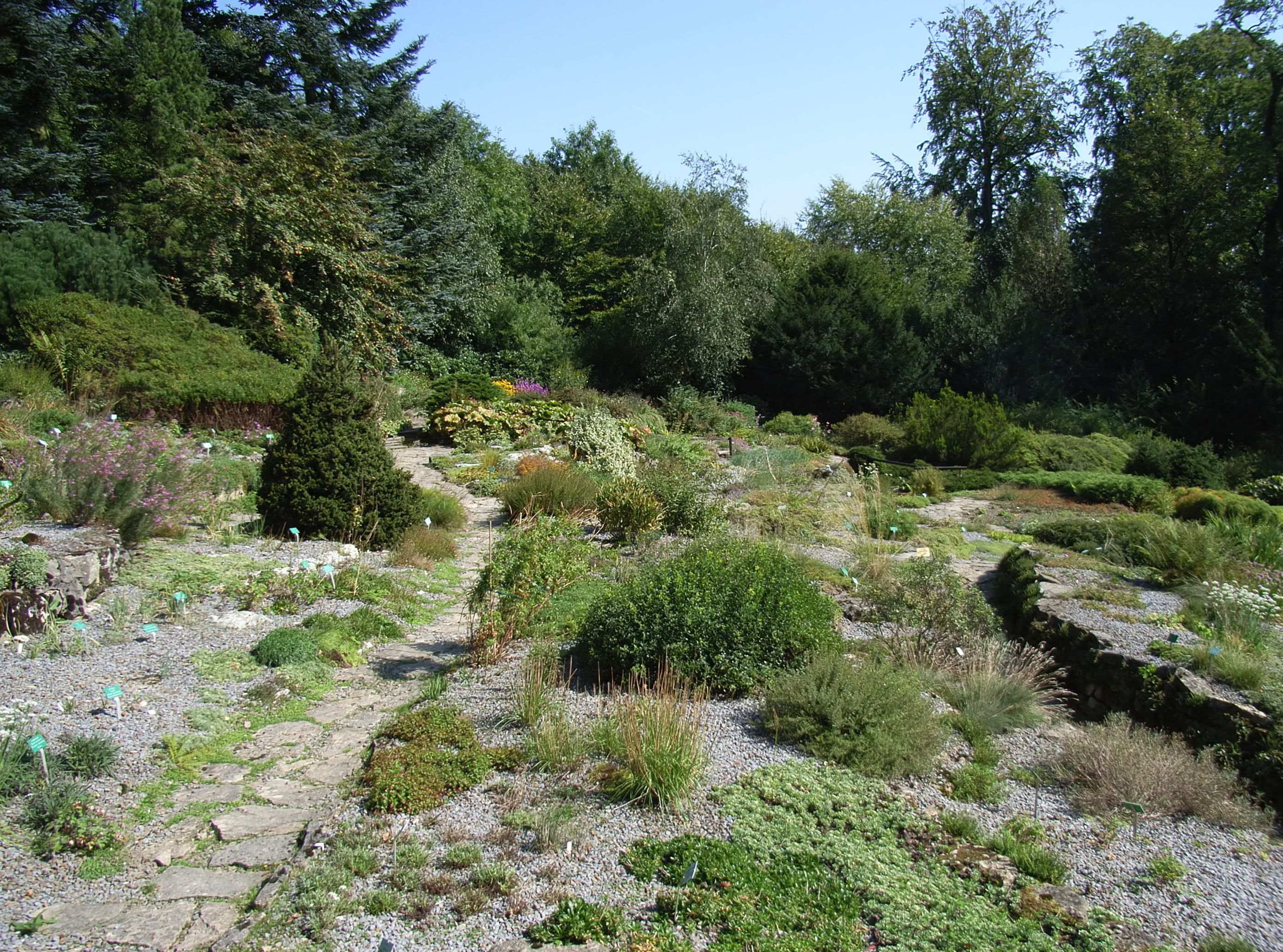
Alpinum im Botanischen Garten Bielefeld

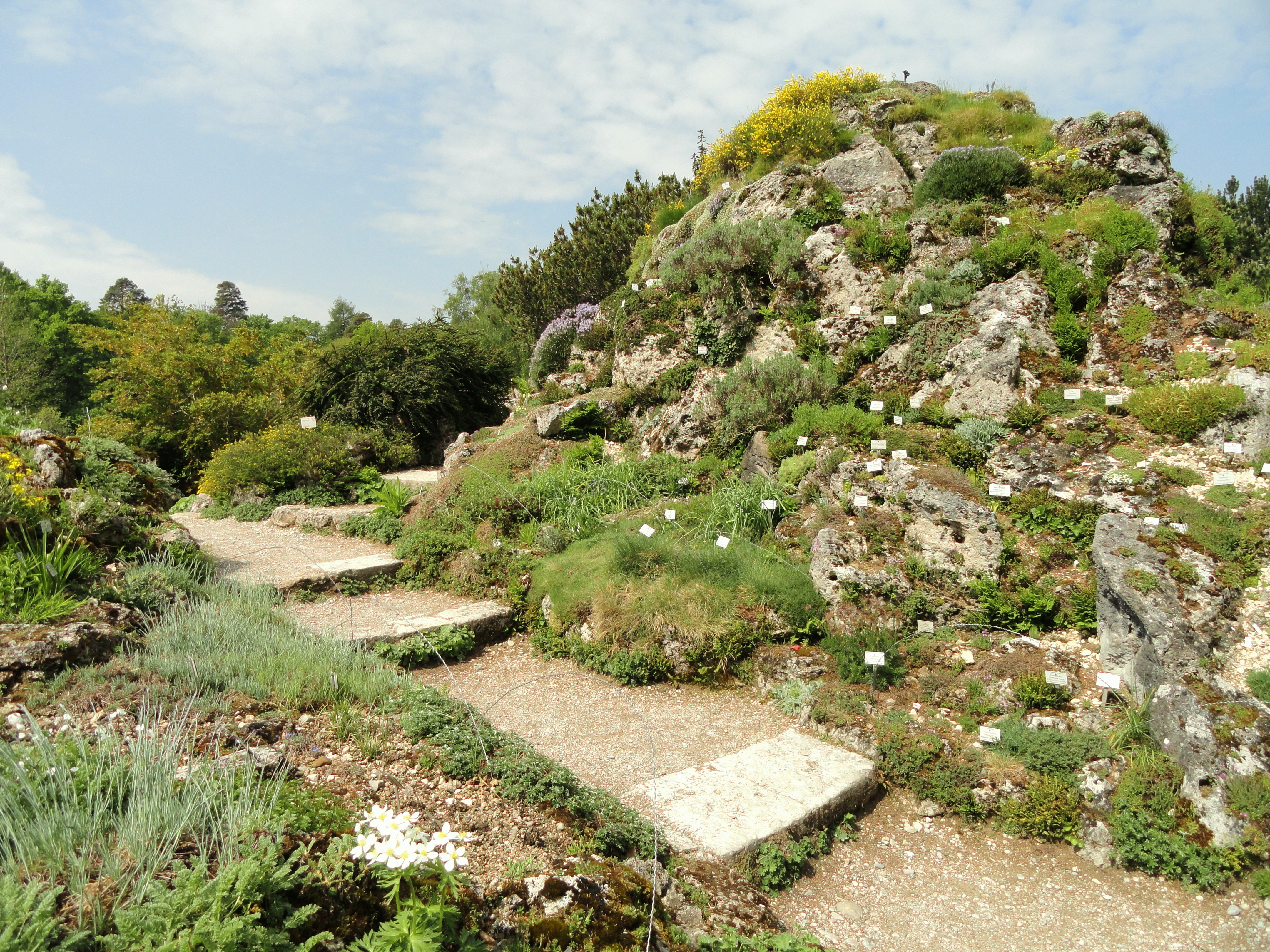
Alpium im Botanischen Garten München-Nymphenburg

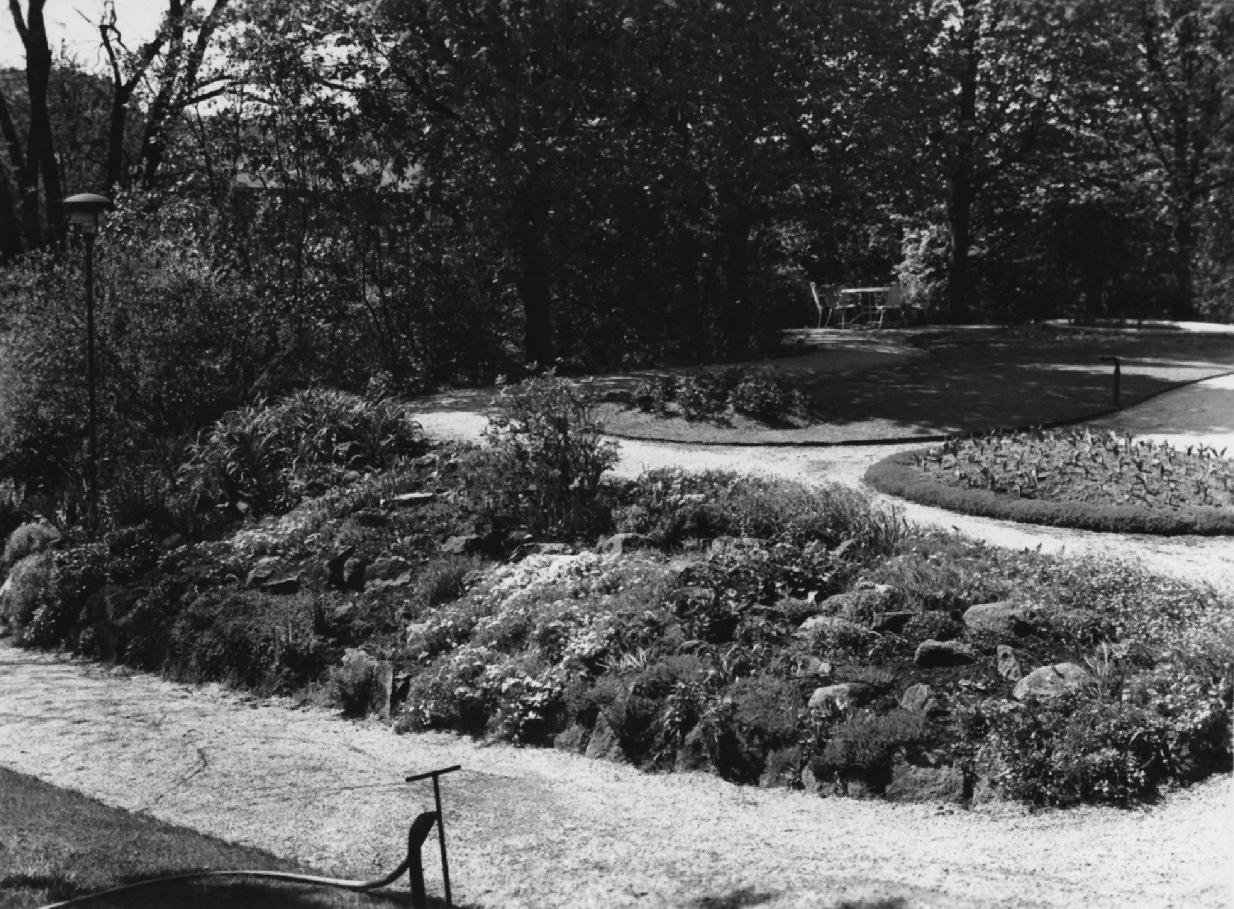
Alpiner Garten im historistischen Park Villa Haas (Sinn) um 1935

- Botanischer Garten der Ruhr-Universität Bochum
- Botanischer Garten Braunschweig
- Botanischer Garten Düsseldorf
- Grugapark Essen
- Naturpark Falkenstein
- Botanischer Garten der Goethe-Universität Frankfurt am Main
- Botanischer Garten Gießen
- Experimenteller Botanischer Garten der Georg-August-Universität Göttingen[3]
- Loki-Schmidt-Garten beim Biozentrum der Universität Hamburg
- Botanischer Garten der Universität Heidelberg
- Botanischer Garten der Universität Innsbruck
- Botanischer Garten Jena
- Botanischer Garten Kiel
- Botanischer Alpengarten, Lindau a. B.
- Botanischer Garten Mainz
- Botanischer Garten der Philipps-Universität Marburg
- Maschpark
- Botanischer Garten München-Nymphenburg
  - Zweigstelle Königshaus siehe Alpengarten am Schachen (1901)
- Botanischer Garten Münster
- Botanischer Garten Osnabrück
- Pforzheim
- Botanischer Garten Potsdam
- Botanischer Garten Rostock
- Alpengarten auf dem Schachen, Wettersteingebirge
- Botanischer Garten Tübingen
- Alpengarten Villacher Alpe

Italien
- Alpiner botanischer Garten Chanousia
- Botanischer Garten Padua
- Alpengarten Paradisia, Aostatal
- Botanischer Alpengarten Viote, Trient

Österreich
- Blaser, Tirol
- Botanischer Garten Graz
- Naturpark Landseer Berge
- Alpengarten Patscherkofel

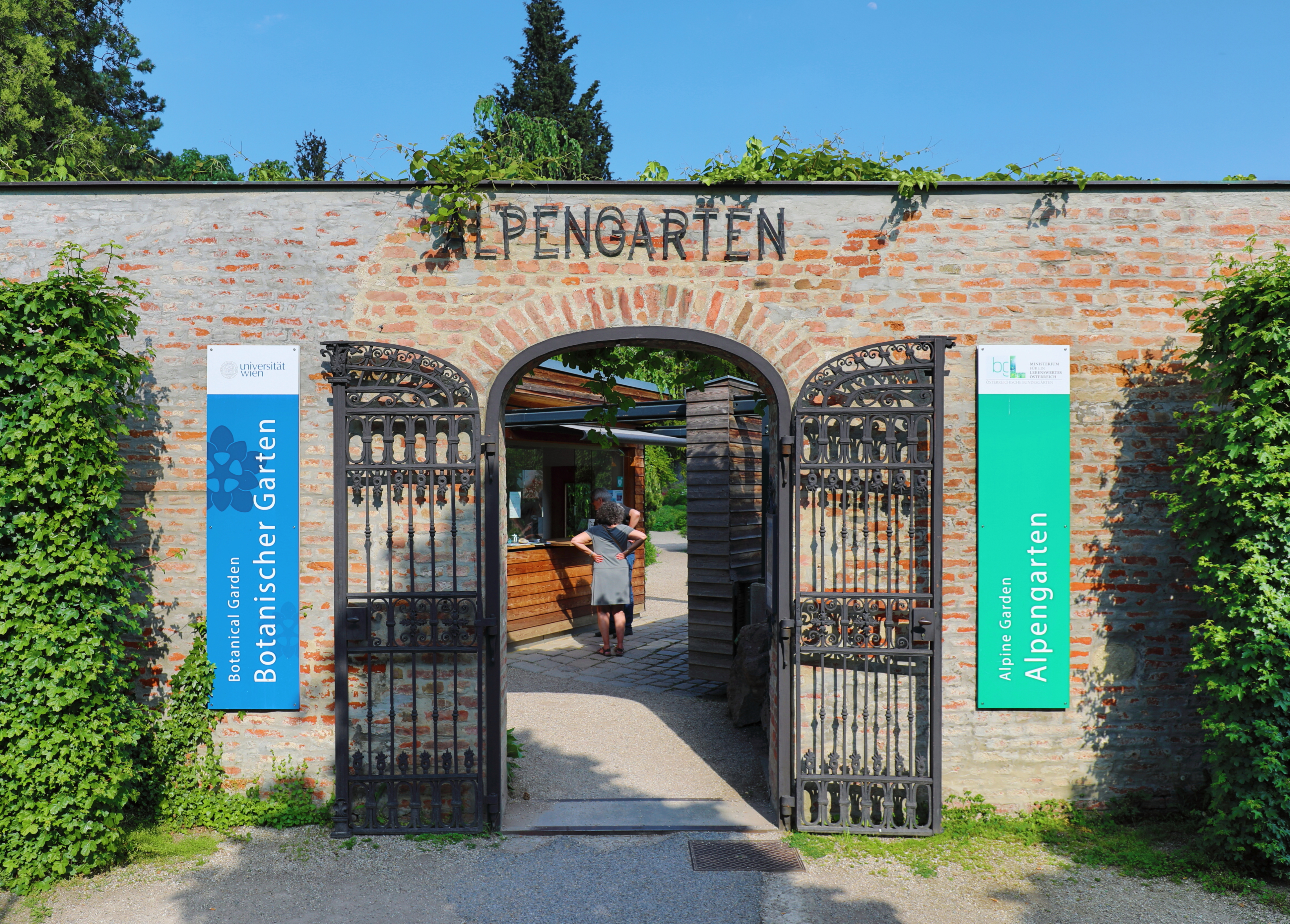
Eingang zum Alpengarten im Belvedere Garten in Wien

- Alpenpflanzengarten Vorderkaiserfelden
- Alpinum am Schönbrunner Berg im Schlosspark Schönbrunn, Wien
- Alpengarten im Belvedere Garten in Wien

Schweiz
- Alpengarten bei der Schynige Platte
- Alpengarten Maran bei Arosa
- Botanischer Garten Bern
- Alpengarten Thomasia, Bex, Kanton Waadt
- Jardin botanique alpin Flore Alpe, Champex-Lac, Wallis
- Alpinum Schatzalp, bei Davos
- Jardin botanique de Genève (städtisch), Genf
- Musée et jardins botaniques cantonaux de Lausanne
- Alpengarten Rambertia, Villeneuve und Veytaux, Kanton Waadt
- Botanischer Garten Zürich

Tschechien
- Botanischer Garten Bečov nad Teplou
- Botanischer Garten Liberec

Vereinigtes Königreich
- Royal Botanic Gardens, Kew
- Royal Horticultural Society’s Garden, Wisley
- Royal Botanic Garden Edinburgh

Vereinigte Staaten
- Betty Ford Alpine Gardens
- Denver Botanic Gardens